# FNV Zelfstandigen
FNV Zelfstandigen heeft als vakbond de doelstelling de belangen van haar leden te behartigen. Daarnaast biedt FNV Zelfstandigen hulp en ondersteuning aan ondernemers zonder personeel, met onder meer professioneel advies, rechtsbijstand, hulp bij incassoproblemen, kortingen op verzekeringen en een inspirerend netwerk.  
FNV Zelfstandigen is opgericht in 1999 en maakt sinds 1 februari 2017 als aparte sector onderdeel uit van de ongedeelde FNV. Daarmee profiteert de vakvereniging optimaal van de jarenlange ervaring van de FNV als belangenbehartiger van mensen op de arbeidsmarkt. Daarnaast wordt expertise en kennis van FNV Zelfstandigen toegankelijk voor alle leden van de FNV, inclusief werknemers die hun dienstverband combineren met een eigen bedrijf, de zogenaamde hybride werknemers. 
De vereniging heeft geen winstoogmerk. 
FNV Zelfstandigen heette voluit FNV Zelfstandigen in diensten, groen, handel, ICT, industrie, vervoer en zorg.
De vereniging telt zo’n 10.000 leden (2017) en biedt naast de belangenbehartiging nog een aantal andere diensten aan voor leden:
- bedrijfsrechtsbijstand
- hulp bij incassoproblemen
- standaard algemene voorwaarden gericht op sector en check door juridische afdeling
- module tariefberekening
- deskundig en onafhankelijk advies
- kortingen op verzekeringen en overige producten van partners

De FNV Belastingservice verleent geen service met betrekking tot belastingaangiften voor FNV Zelfstandigen. 
FNV Zelfstandigen is gevestigd in Utrecht en in 1999 opgericht.